# Компанійське
Компані́йське — село в Україні, у Золотоніському районі Черкаської області. Входить до складу Шрамківської сільської громади. Населення — 151 чоловік (на 2001 рік).
Село постраждало внаслідок геноциду українського народу, проведеного окупаційним урядом СРСР 1932—1933 та 1946–1947 роках.
19 вересня 2024 року Верховна Рада підтримала перейменування села Перше Травня на Компанійське. 26 вересня 2024 року перейменування набуло чинності.